# Il dolore
(Marguerite Duras)
Il dolore (La douleur) è un romanzo autobiografico di Marguerite Duras, proveniente da un diario rimasto nascosto e dimenticato per anni, secondo l'autrice. Pubblicato in Francia nel 1985, contiene anche i seguenti racconti:
1. Il signor X detto qui Pierre Rabier (tit. orig. Monsieur X, dit ici Pierre Rabier)
2. Albert de Capitales
3. Il miliziano Ter (tit. orig. Ter le milicien)

Durante la seconda guerra mondiale, periodo di ambientazione del romanzo, Duras collaborava a Libres, un foglio che informava i parenti delle persone deportate in Germania.

## Tema
Il dolore narra l'attesa spasmodica e atroce del ritorno, nel 1945, dai campi di concentramento nazisti dei deportati francesi. Al dramma collettivo per i tanti morti e le attese snervanti di notizie, si mescolano le vicende della sofferenza personale dell'autrice: il marito Robert Antelme, una delle principali figure della Resistenza, è arrestato nel giugno 1944 e deportato al Campo di concentramento di Dachau. Dall'inferno non tornerà il Robert conosciuto e amato, ma un uomo distrutto nel fisico e mutilato per sempre nell'anima.
La scrittrice parla della sua reazione di fronte a questo scempio, parla delle misure, pratiche, da lei prese per porvi rimedio, e infine parla del distacco.

## Adattamenti
Il dolore è stato portato in scena nel 2010 da Mariangela Melato.
La Douleur è diventato nel 2017 un film in Francia, diretto da Emmanuel Finkiel, prodotto da TF1 Studio. Protagonisti sono Mélanie Thierry, Benjamin Biolay e Benoît Magimel.

## Edizioni italiane
- Il dolore, traduzione di Laura Guarino e Giovanni Mariotti, Collana I Narratori n.313, Milano, Feltrinelli, 1985,  p. 160, ISBN 978-88-07-01313-3.
- Il dolore, Collana Universale Economica n.1334, Milano, Feltrinelli, 1999, ISBN 978-88-07-81334-4.